# Kathedraal van Toulouse
De Kathedraal van Toulouse (in het Frans voluit: Cathédrale Saint-Étienne de Toulouse) is het belangrijkste religieuze gebouw van de Franse stad Toulouse. De kathedraal is gewijd aan de eerste martelaar  Stefanus. De bouw van de kathedraal werd in de 13e eeuw aangevat en pas in de 17e eeuw afgewerkt, in een mengeling van onder meer een romaanse en gotische stijl. De kerk is de zetel van het Aartsbisdom Toulouse.
Het bouwwerk werd als onroerend erfgoed beschermd en kreeg in 1862 de status van Frans monument historique.

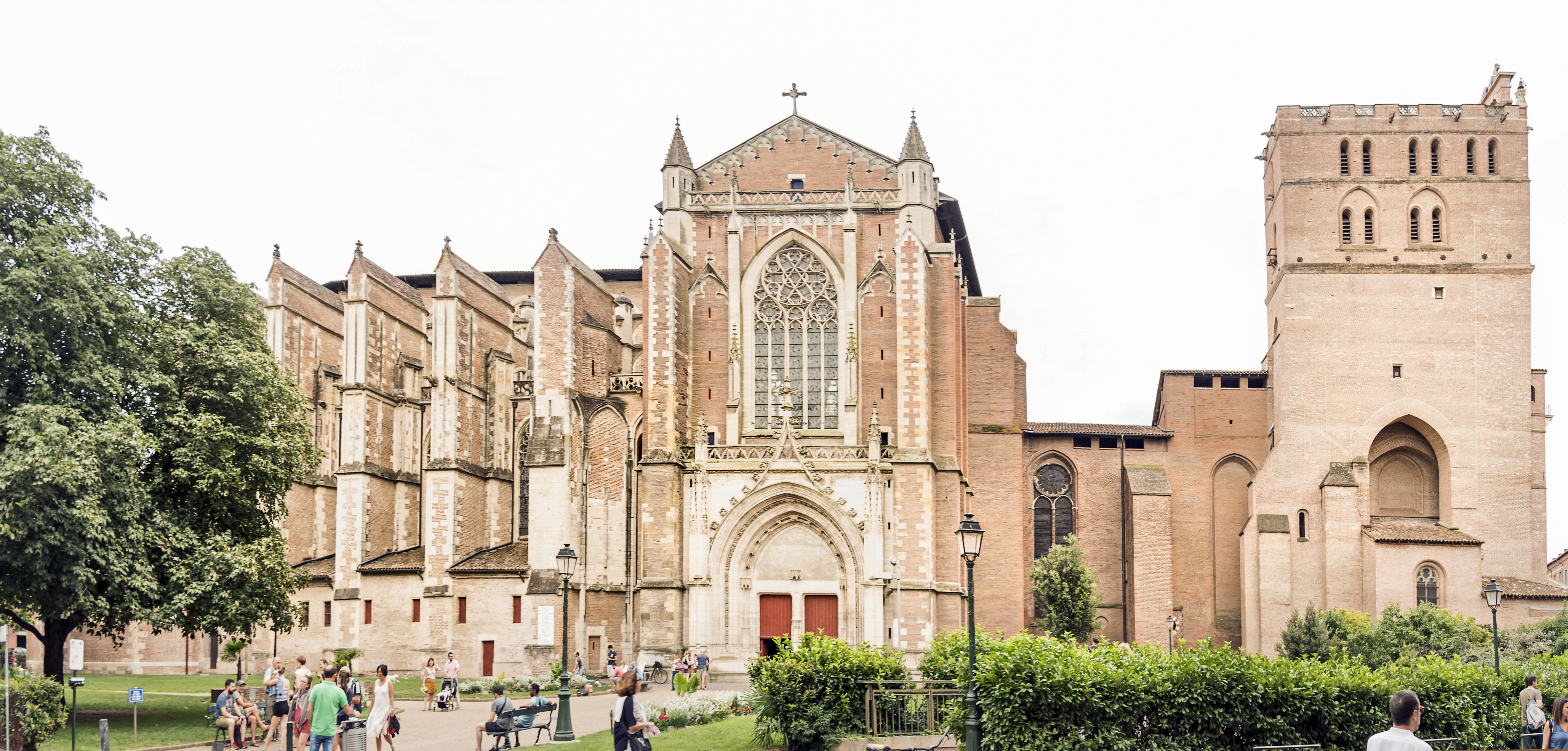
Noordzijde
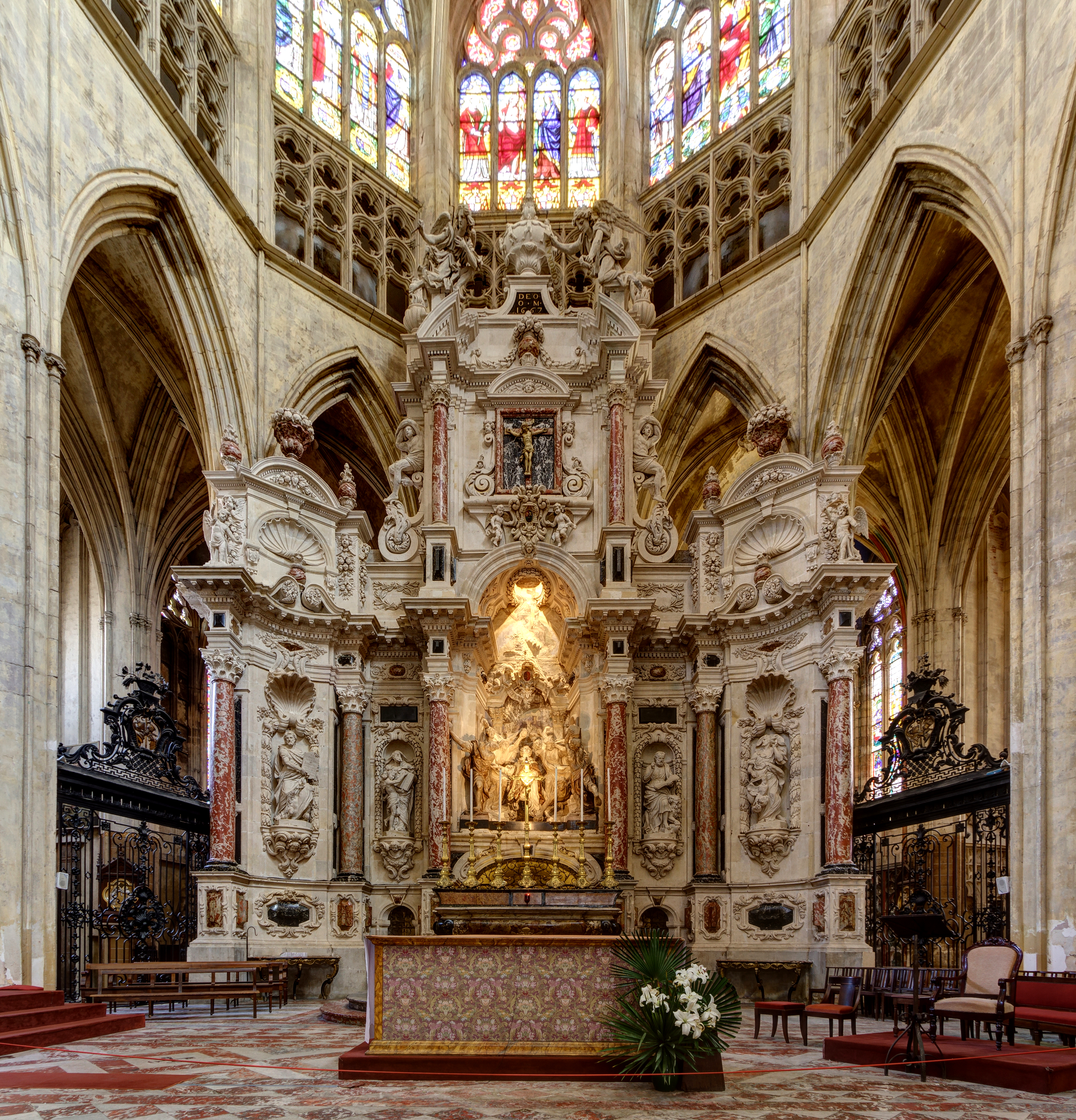
Hoogaltaar
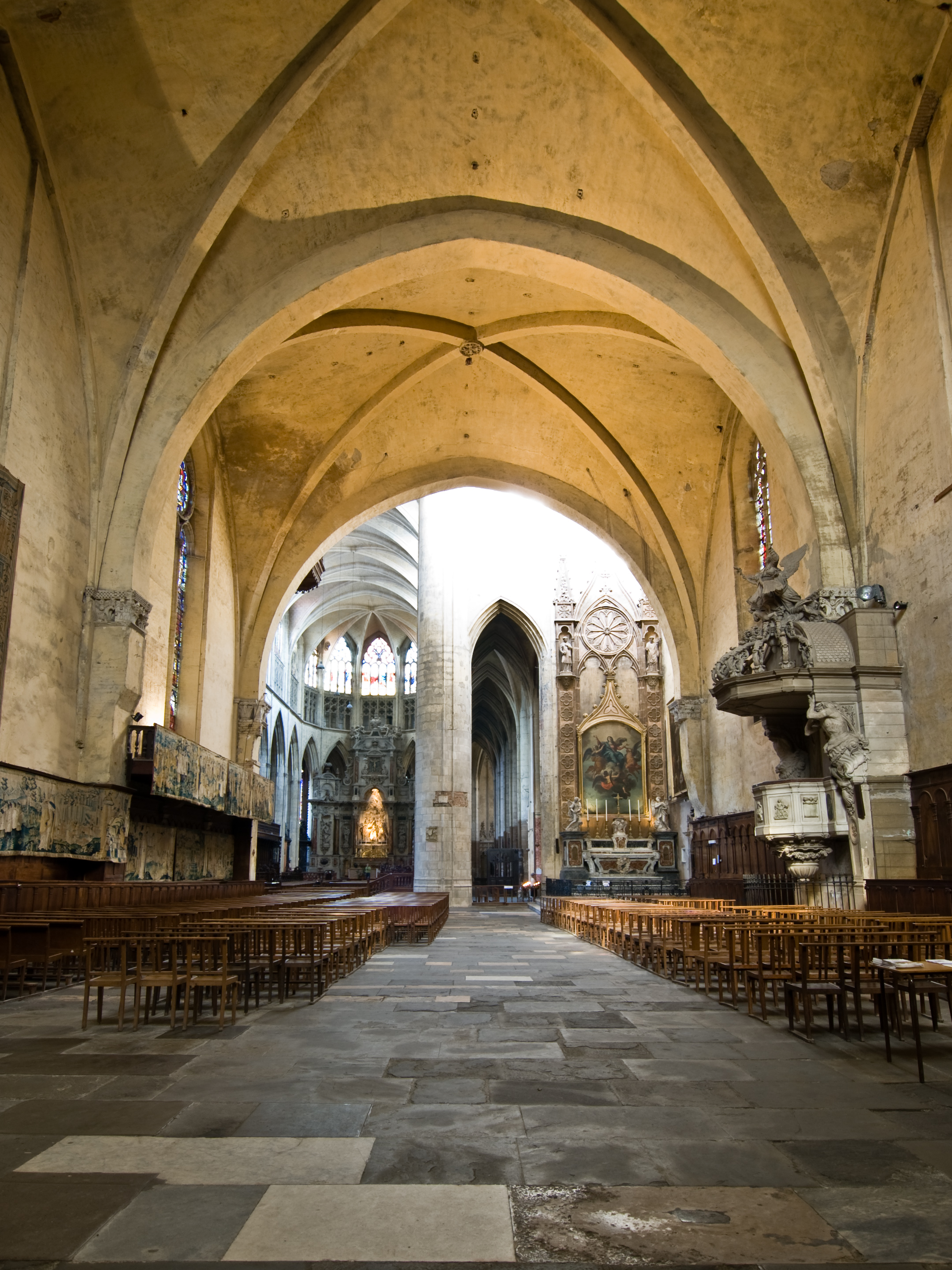
Romaanse beuk
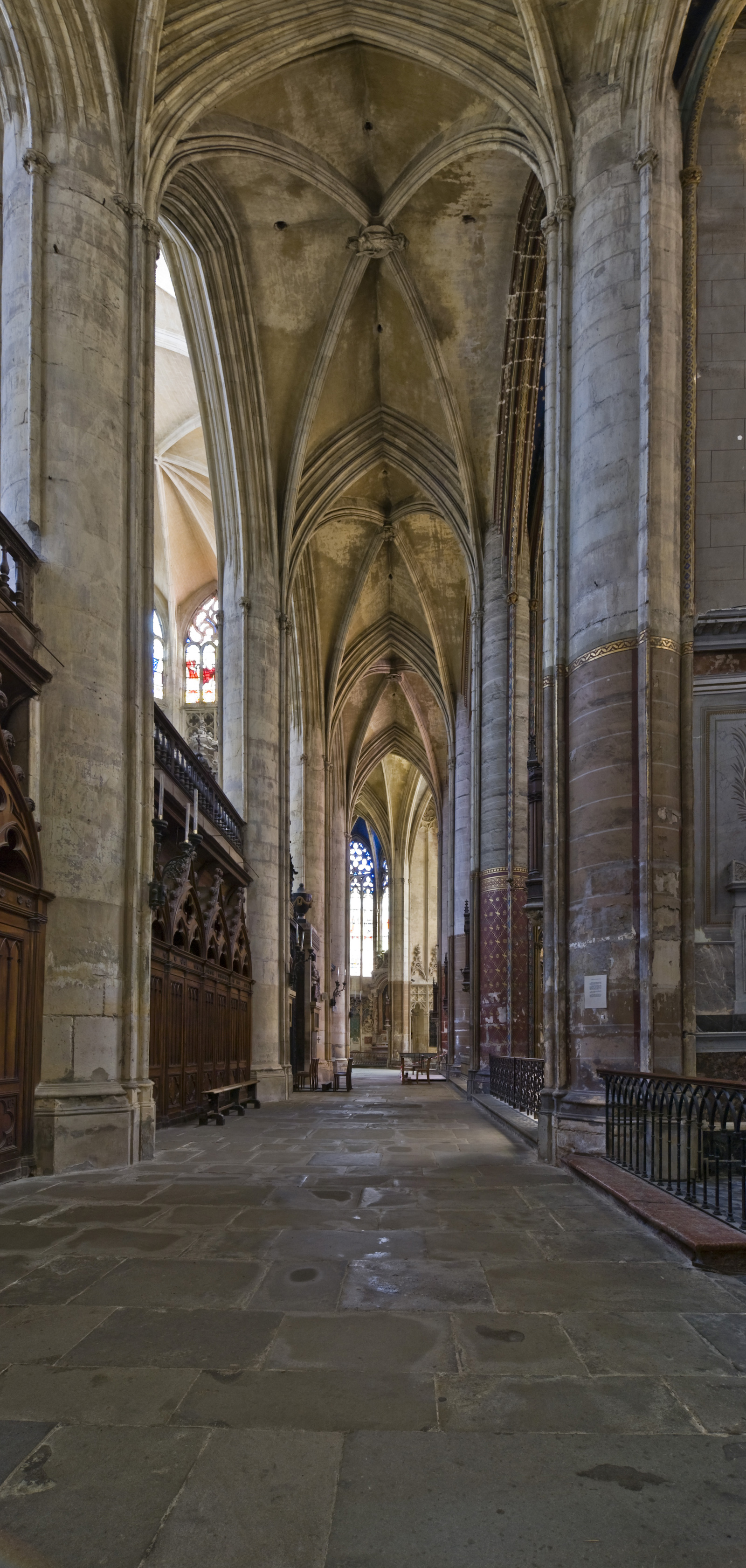
Zuidelijke omgang
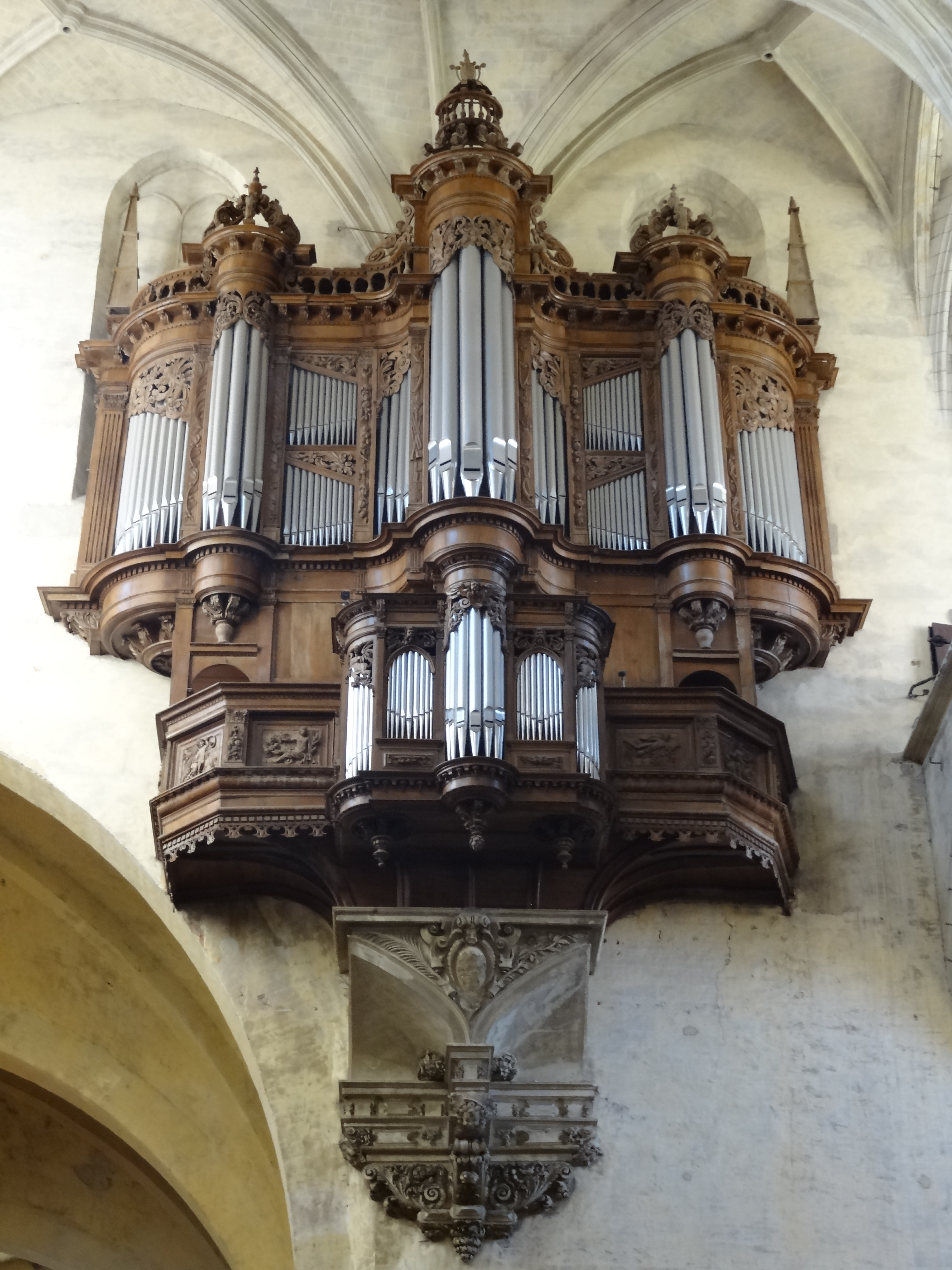
Hoofdorgel

Aix · Albi · Amiens · Auch · Auxerre · Bayeux · Bayonne · Beauvais · Béziers · Bordeaux · Bourges · Carcassonne · Châlons · Chartres · Clermont-Ferrand · Dijon · Évreux · Laon · Le Mans · Limoges · Lisieux · Lyon · Meaux · Metz · Nantes · Narbonne · Nevers · Orléans · Parijs · Poitiers · Quimper · Reims · Rodez · Rouen · Sées · Sens · Soissons · Straatsburg · Toul · Toulouse · Tours · Troyes